# IC 3919
IC 3919 ist eine linsenförmige Galaxie vom Hubble-Typ S0/a? im Sternbild Canes Venatici am Nordsternhimmel. Sie ist schätzungsweise 471 Millionen Lichtjahre von der Milchstraße entfernt.
Das Objekt wurde am 21. März 1903 von Max Wolf entdeckt.